# Vodárenská věž v Duchcově
Vodárenská věž v Duchcově v okrese Teplice, byla postavena mezi lety 1908–1911. Sloužila potřebám sklárny Engels & Co. Nevyužitá, nepřístupná a chátrající věž stojí v průmyslovém areálu při Želénské ulici na jihovýchodním okraji Duchcova.